# Tour du Pays basque 2012
La 52e édition du Tour du Pays basque a eu lieu du 2 au 7 avril 2012. Il s'agit de la 9e épreuve de l'UCI World Tour 2012.
Il est remporté par l'Espagnol Samuel Sánchez (Euskaltel-Euskadi), vainqueur de la 3e étape ainsi que du contre-la-montre final. Il devance au classement général son compatriote Joaquim Rodríguez (Katusha), également double vainqueur d'étapes avec des succès sur la 4e et 5e, et le Néerlandais Bauke Mollema (Rabobank).
Sánchez remporte également le classement par points. Le Danois Mads Christensen (Saxo Bank) termine meilleur grimpeur, tandis que l'Italien Marco Pinotti (BMC Racing) gagne le maillot des Metas Volantes qui récompense le plus régulier sur les sprints intermédiaires. L'équipe russe Katusha, avec deux coureurs dans le top 10 du général, s'adjuge le classement par équipes.

## Présentation

### Équipes
20 équipes participent à ce Tour du Pays basque - 18 ProTeams et 2 équipes continentales professionnelles :
| Nom de l'équipe         | Pays        | Code |
| ----------------------- | ----------- | ---- |
| AG2R La Mondiale        | France      | ALM  |
| Astana                  | Kazakhstan  | AST  |
| BMC Racing              | États-Unis  | BMC  |
| Euskaltel-Euskadi       | Espagne     | EUS  |
| FDJ-BigMat              | France      | FDJ  |
| Garmin-Barracuda        | États-Unis  | GRM  |
| GreenEDGE               | Australie   | GEC  |
| Katusha                 | Russie      | KAT  |
| Lampre-ISD              | Italie      | LAM  |
| Liquigas-Cannondale     | Italie      | LIQ  |
| Lotto-Belisol           | Belgique    | LTB  |
| Movistar                | Espagne     | MOV  |
| Omega Pharma-Quick Step | Belgique    | OPQ  |
| Rabobank                | Pays-Bas    | RAB  |
| RadioShack-Nissan       | Luxembourg  | RNT  |
| Saxo Bank               | Danemark    | SAX  |
| Sky                     | Royaume-Uni | SKY  |
| Vacansoleil-DCM         | Pays-Bas    | VCD  |

| Nom de l'équipe   | Pays    | Code |
| ----------------- | ------- | ---- |
| Caja Rural        | Espagne | CJR  |
| Utensilnord Named | Irlande | UNA  |

### Favoris
L'équipe RadioShack-Nissan se présente avec deux des principaux favoris : l'Allemand Andreas Klöden et l'Américain Christopher Horner, vainqueur des deux précédentes éditions. Ils sont en outre accompagnés du Luxembourgeois Fränk Schleck. Les Espagnols Samuel Sánchez, Igor Antón et Mikel Astarloza (Euskaltel-Euskadi), Joaquim Rodríguez (Katusha), qui a à ses côtés son compatriote Daniel Moreno, récent vainqueur du Grand Prix Miguel Indurain, sont considérés comme leurs principaux concurrents. Les grimpeurs comment le Néerlandais Robert Gesink (Rabobank), le Belge Jurgen Van den Broeck (Lotto-Belisol), les Italiens Damiano Cunego et Michele Scarponi (Lampre-ISD), les Français John Gadret et Jean-Christophe Péraud (AG2R La Mondiale) ainsi que leur coéquipier italien Rinaldo Nocentini, le champion du monde du contre-la-montre l'Allemand Tony Martin (Omega Pharma-Quick Step) et l'Australien Simon Gerrans (GreenEDGE), vainqueur en début de saison du Tour Down Under et de Milan-San Remo, sont cités parmi les outsiders de cette course.

## Étapes
| Étape     | Date    | Villes étapes                         |  | Distance (km) | Vainqueur d’étape  | Leader du classement général |
| --------- | ------- | ------------------------------------- |  | ------------- | ------------------ | ---------------------------- |
| 1re étape | 2 avril | Güeñes - Güeñes                       |  | 153           | José Joaquín Rojas | José Joaquín Rojas           |
| 2e étape  | 3 avril | Güeñes - Vitoria-Gasteiz              |  | 165,7         | Daryl Impey        | José Joaquín Rojas           |
| 3e étape  | 4 avril | Vitoria-Gasteiz - Sanctuaire d'Arrate |  | 164           | Samuel Sánchez     | Samuel Sánchez               |
| 4e étape  | 5 avril | Eibar - Bera                          |  | 151           | Joaquim Rodríguez  | Joaquim Rodríguez            |
| 5e étape  | 6 avril | Bera - Ognate                         |  | 183           | Joaquim Rodríguez  | Joaquim Rodríguez            |
| 6e étape  | 7 avril | Ognate - Ognate                       |  | 18,9          | Samuel Sánchez     | Samuel Sánchez               |

## Déroulement de la course

### 1reétape
|    | Coureur                  | Équipe              |    | Temps           |
| -- | ------------------------ | ------------------- | -- | --------------- |
| 1  | José Joaquín Rojas (ESP) | Movistar            | en | 3 h 57 min 44 s |
| 2  | Wout Poels (NED)         | Vacansoleil-DCM     | +  | m.t             |
| 3  | Fabian Wegmann (GER)     | Garmin-Barracuda    |    | m.t             |
| 4  | Daniele Ratto (ITA)      | Liquigas-Cannondale |    | m.t             |
| 5  | Arthur Vichot (FRA)      | FDJ-BigMat          |    | m.t             |
| 6  | Ryder Hesjedal (CAN)     | Garmin-Barracuda    |    | m.t             |
| 7  | Gianni Meersman (BEL)    | Lotto-Belisol       |    | m.t             |
| 8  | Gorka Izagirre (ESP)     | Euskaltel-Euskadi   |    | m.t             |
| 9  | Francesco Gavazzi (ITA)  | Astana              |    | m.t             |
| 10 | Paolo Bailetti (ITA)     | Utensilnord Named   |    | m.t             |

|    | Coureur                  | Équipe              |    | Temps           |
| -- | ------------------------ | ------------------- | -- | --------------- |
| 1  | José Joaquín Rojas (ESP) | Movistar            | en | 3 h 57 min 44 s |
| 2  | Wout Poels (NED)         | Vacansoleil-DCM     | +  | m.t             |
| 3  | Fabian Wegmann (GER)     | Garmin-Barracuda    |    | m.t             |
| 4  | Daniele Ratto (ITA)      | Liquigas-Cannondale |    | m.t             |
| 5  | Arthur Vichot (FRA)      | FDJ-BigMat          |    | m.t             |
| 6  | Ryder Hesjedal (CAN)     | Garmin-Barracuda    |    | m.t             |
| 7  | Gianni Meersman (BEL)    | Lotto-Belisol       |    | m.t             |
| 8  | Gorka Izagirre (ESP)     | Euskaltel-Euskadi   |    | m.t             |
| 9  | Francesco Gavazzi (ITA)  | Astana              |    | m.t             |
| 10 | Paolo Bailetti (ITA)     | Utensilnord Named   |    | m.t             |

### 2eétape
|    | Coureur                   | Équipe              |    | Temps           |
| -- | ------------------------- | ------------------- | -- | --------------- |
| 1  | Daryl Impey (RSA)         | GreenEDGE           | en | 4 h 10 min 07 s |
| 2  | Allan Davis (AUS)         | GreenEDGE           | +  | m.t             |
| 3  | Davide Appollonio (ITA)   | Sky                 |    | m.t             |
| 4  | José Joaquín Rojas (ESP)  | Movistar            |    | m.t             |
| 5  | Michael Matthews (AUS)    | Rabobank            |    | m.t             |
| 6  | Daniele Ratto (ITA)       | Liquigas-Cannondale |    | m.t             |
| 7  | Francesco Gavazzi (ITA)   | Astana              |    | m.t             |
| 8  | Fabian Wegmann (GER)      | Garmin-Barracuda    |    | m.t             |
| 9  | Gianni Meersman (BEL)     | Lotto-Belisol       |    | m.t             |
| 10 | Daniele Pietropolli (ITA) | Lampre-ISD          |    | m.t             |

|    | Coureur                  | Équipe              |    | Temps           |
| -- | ------------------------ | ------------------- | -- | --------------- |
| 1  | José Joaquín Rojas (ESP) | Movistar            | en | 8 h 07 min 51 s |
| 2  | Daniele Ratto (ITA)      | Liquigas-Cannondale | +  | m.t             |
| 3  | Fabian Wegmann (GER)     | Garmin-Barracuda    |    | m.t             |
| 4  | Daryl Impey (RSA)        | GreenEDGE           |    | m.t             |
| 5  | Francesco Gavazzi (ITA)  | Astana              |    | m.t             |
| 6  | Gianni Meersman (BEL)    | Lotto-Belisol       |    | m.t             |
| 7  | Ryder Hesjedal (CAN)     | Garmin-Barracuda    |    | m.t             |
| 8  | Michael Matthews (AUS)   | Rabobank            |    | m.t             |
| 9  | Davide Appollonio (ITA)  | Sky                 |    | m.t             |
| 10 | Mauro Santambrogio (ITA) | BMC Racing          |    | m.t             |

### 3eétape
|    | Coureur                    | Équipe                  |    | Temps             |
| -- | -------------------------- | ----------------------- | -- | ----------------- |
| 1  | Samuel Sánchez (ESP)       | Euskaltel-Euskadi       | en | 3 min 58 min 15 s |
| 2  | Joaquim Rodríguez (ESP)    | Katusha                 | +  | 0 s               |
| 3  | Christopher Horner (USA)   | RadioShack-Nissan       |    | 0 s               |
| 4  | Bauke Mollema (NED)        | Rabobank                |    | 12 s              |
| 5  | Damiano Cunego (ITA)       | Lampre-ISD              |    | 12 s              |
| 6  | Tony Martin (GER)          | Omega Pharma-Quick Step |    | 12 s              |
| 7  | Michele Scarponi (ITA)     | Lampre-ISD              |    | 12 s              |
| 8  | Sergio Henao (COL)         | Sky                     |    | 12 s              |
| 9  | Robert Kišerlovski (CRO)   | Astana                  |    | 12 s              |
| 10 | Lars Petter Nordhaug (NOR) | Sky                     |    | 12 s              |

|    | Coureur                     | Équipe                  |    | Temps            |
| -- | --------------------------- | ----------------------- | -- | ---------------- |
| 1  | Samuel Sánchez (ESP)        | Euskaltel-Euskadi       | en | 12 h 06 min 06 s |
| 2  | Christopher Horner (USA)    | RadioShack-Nissan       | +  | 0 s              |
| 3  | Joaquim Rodríguez (ESP)     | Katusha                 |    | 0 s              |
| 4  | Ryder Hesjedal (CAN)        | Garmin-Barracuda        |    | 12 s             |
| 5  | Wout Poels (NED)            | Vacansoleil-DCM         |    | 12 s             |
| 6  | Damiano Cunego (ITA)        | Lampre-ISD              |    | 12 s             |
| 7  | Vasil Kiryienka (BLR)       | Movistar                |    | 12 s             |
| 8  | Jurgen Van den Broeck (BEL) | Lotto-Belisol           |    | 12 s             |
| 9  | Robert Kišerlovski (CRO)    | Astana                  |    | 12 s             |
| 10 | Tony Martin (GER)           | Omega Pharma-Quick Step |    | 12 s             |

### 4eétape
|    | Coureur                     | Équipe            |    | Temps           |
| -- | --------------------------- | ----------------- | -- | --------------- |
| 1  | Joaquim Rodríguez (ESP)     | Katusha           | en | 3 h 55 min 56 s |
| 2  | Samuel Sánchez (ESP)        | Euskaltel-Euskadi | +  | 9 s             |
| 3  | Sergio Henao (COL)          | Sky               |    | 12 s            |
| 4  | Robert Kišerlovski (CRO)    | Astana            |    | 12 s            |
| 5  | Lars Petter Nordhaug (NOR)  | Sky               |    | 16 s            |
| 6  | Michele Scarponi (ITA)      | Lampre-ISD        |    | 16 s            |
| 7  | Jurgen Van den Broeck (BEL) | Lotto-Belisol     |    | 16 s            |
| 8  | Wout Poels (NED)            | Vacansoleil-DCM   |    | 16 s            |
| 9  | Simon Špilak (SLO)          | Katusha           |    | 16 s            |
| 10 | Ryder Hesjedal (CAN)        | Garmin-Barracuda  |    | 16 s            |

|    | Coureur                     | Équipe            |    | Temps            |
| -- | --------------------------- | ----------------- | -- | ---------------- |
| 1  | Joaquim Rodríguez (ESP)     | Katusha           | en | 16 h 02 min 02 s |
| 2  | Samuel Sánchez (ESP)        | Euskaltel-Euskadi | +  | 9 s              |
| 3  | Christopher Horner (USA)    | RadioShack-Nissan |    | 21 s             |
| 4  | Robert Kišerlovski (CRO)    | Astana            |    | 24 s             |
| 5  | Sergio Henao (COL)          | Sky               |    | 24 s             |
| 6  | Ryder Hesjedal (CAN)        | Garmin-Barracuda  |    | 28 s             |
| 7  | Wout Poels (NED)            | Vacansoleil-DCM   |    | 28 s             |
| 8  | Jurgen Van den Broeck (BEL) | Lotto-Belisol     |    | 28 s             |
| 9  | Lars Petter Nordhaug (NOR)  | Sky               |    | 28 s             |
| 10 | Michele Scarponi (ITA)      | Lampre-ISD        |    | 28 s             |

### 5eétape
|    | Coureur                      | Équipe              |    | Temps           |
| -- | ---------------------------- | ------------------- | -- | --------------- |
| 1  | Joaquim Rodríguez (ESP)      | Katusha             | en | 4 h 27 min 16 s |
| 2  | Samuel Sánchez (ESP)         | Euskaltel-Euskadi   | +  | 0 s             |
| 3  | Robert Kišerlovski (CRO)     | Astana              |    | 2 s             |
| 4  | Vasil Kiryienka (BLR)        | Movistar            |    | 5 s             |
| 5  | Lars Petter Nordhaug (NOR)   | Sky                 |    | 5 s             |
| 6  | Daniele Ratto (ITA)          | Liquigas-Cannondale |    | 5 s             |
| 7  | Michele Scarponi (ITA)       | Lampre-ISD          |    | 5 s             |
| 8  | Damiano Cunego (ITA)         | Lampre-ISD          |    | 7 s             |
| 9  | Rui Costa (POR)              | Movistar            |    | 7 s             |
| 10 | Jean-Christophe Péraud (FRA) | AG2R La Mondiale    |    | 7 s             |

|    | Coureur                     | Équipe            |    | Temps            |
| -- | --------------------------- | ----------------- | -- | ---------------- |
| 1  | Joaquim Rodríguez (ESP)     | Katusha           | en | 20 h 29 min 18 s |
| 2  | Samuel Sánchez (ESP)        | Euskaltel-Euskadi | +  | 9 s              |
| 3  | Robert Kišerlovski (CRO)    | Astana            |    | 26 s             |
| 4  | Lars Petter Nordhaug (NOR)  | Sky               |    | 33 s             |
| 5  | Michele Scarponi (ITA)      | Lampre-ISD        |    | 33 s             |
| 6  | Sergio Henao (COL)          | Sky               |    | 34 s             |
| 7  | Jurgen Van den Broeck (BEL) | Lotto-Belisol     |    | 35 s             |
| 8  | Ryder Hesjedal (CAN)        | Garmin-Barracuda  |    | 40 s             |
| 9  | Damiano Cunego (ITA)        | Lampre-ISD        |    | 40 s             |
| 10 | Christopher Horner (USA)    | RadioShack-Nissan |    | 44 s             |

### 6eétape
|    | Coureur                      | Équipe                  |    | Temps       |
| -- | ---------------------------- | ----------------------- | -- | ----------- |
| 1  | Samuel Sánchez (ESP)         | Euskaltel-Euskadi       | en | 28 min 48 s |
| 2  | Bauke Mollema (NED)          | Rabobank                | +  | 6 s         |
| 3  | Tony Martin (GER)            | Omega Pharma-Quick Step |    | 7 s         |
| 4  | Marco Pinotti (ITA)          | BMC Racing              |    | 15 s        |
| 5  | Damiano Cunego (ITA)         | Lampre-ISD              |    | 16 s        |
| 6  | Joaquim Rodríguez (ESP)      | Katusha                 |    | 21 s        |
| 7  | Stef Clement (NED)           | Rabobank                |    | 22 s        |
| 8  | Travis Meyer (AUS)           | GreenEDGE               |    | 24 s        |
| 9  | Moreno Moser (ITA)           | Liquigas-Cannondale     |    | 28 s        |
| 10 | Jean-Christophe Péraud (FRA) | AG2R La Mondiale        |    | 31 s        |

|    | Coureur                      | Équipe                  |    | Temps            |
| -- | ---------------------------- | ----------------------- | -- | ---------------- |
| 1  | Samuel Sánchez (ESP)         | Euskaltel-Euskadi       | en | 20 h 58 min 15 s |
| 2  | Joaquim Rodríguez (ESP)      | Katusha                 | +  | 12 s             |
| 3  | Bauke Mollema (NED)          | Rabobank                |    | 42 s             |
| 4  | Damiano Cunego (ITA)         | Lampre-ISD              |    | 47 s             |
| 5  | Tony Martin (GER)            | Omega Pharma-Quick Step |    | 54 s             |
| 6  | Lars Petter Nordhaug (NOR)   | Sky                     |    | 1 min 03 s       |
| 7  | Jean-Christophe Péraud (FRA) | AG2R La Mondiale        |    | 1 min 07 s       |
| 8  | Michele Scarponi (ITA)       | Lampre-ISD              |    | 1 min 19 s       |
| 9  | Christopher Horner (USA)     | RadioShack-Nissan       |    | 1 min 27 s       |
| 10 | Simon Špilak (SLO)           | Katusha                 |    | 1 min 29 s       |

## Classements finals

### Classement général
|    | Cycliste               | Pays       | Équipe                  |    | Temps            |
| -- | ---------------------- | ---------- | ----------------------- | -- | ---------------- |
| 1  | Samuel Sánchez         | Espagne    | Euskaltel-Euskadi       | en | 20 h 58 min 15 s |
| 2  | Joaquim Rodríguez      | Espagne    | Katusha                 | +  | 12 s             |
| 3  | Bauke Mollema          | Pays-Bas   | Rabobank                |    | 42 s             |
| 4  | Damiano Cunego         | Italie     | Lampre-ISD              |    | 47 s             |
| 5  | Tony Martin            | Allemagne  | Omega Pharma-Quick Step |    | 54 s             |
| 6  | Lars Petter Nordhaug   | Norvège    | Sky                     |    | 1 min 03 s       |
| 7  | Jean-Christophe Péraud | France     | AG2R La Mondiale        |    | 1 min 07 s       |
| 8  | Michele Scarponi       | Italie     | Lampre-ISD              |    | 1 min 19 s       |
| 9  | Christopher Horner     | États-Unis | RadioShack-Nissan       |    | 1 min 27 s       |
| 10 | Simon Špilak           | Slovénie   | Katusha                 |    | 1 min 29 s       |

### Classements annexes
|   | Cycliste           | Équipe            | Points |
| - | ------------------ | ----------------- | ------ |
| 1 | Samuel Sánchez     | Euskaltel-Euskadi | 91     |
| 2 | Joaquim Rodríguez  | Katusha           | 80     |
| 3 | José Joaquín Rojas | Movistar          | 39     |

|   | Cycliste           | Équipe     | Points |
| - | ------------------ | ---------- | ------ |
| 1 | Mads Christensen   | Saxo Bank  | 35     |
| 2 | David de la Fuente | Caja Rural | 30     |
| 3 | José Herrada       | Movistar   | 30     |

|   | Cycliste           | Équipe     | Points |
| - | ------------------ | ---------- | ------ |
| 1 | Marco Pinotti      | BMC Racing | 8      |
| 2 | Mads Christensen   | Saxo Bank  | 8      |
| 3 | Robert Kišerlovski | Astana     | 6      |

|   | Équipe            | Pays        |    | Temps            |
| - | ----------------- | ----------- | -- | ---------------- |
| 1 | Katusha           | Russie      | en | 63 h 00 min 18 s |
| 2 | Sky               | Royaume-Uni | +  | 2 s              |
| 3 | RadioShack-Nissan | Luxembourg  |    | 1 min 32 s       |

### UCI World Tour
Ce Tour du Pays basque attribue des points pour l'UCI World Tour 2012, seulement aux coureurs des équipes ayant un label ProTeam.
| Position           | 1er | 2e | 3e | 4e | 5e | 6e | 7e | 8e | 9e | 10e |
| Classement général | 100 | 80 | 70 | 60 | 50 | 40 | 30 | 20 | 10 | 4   |
| Par étape          | 6   | 4  | 2  | 1  | 1  |    |    |    |    |     |

| #  | Coureur                | Équipe                  | Points |
| -- | ---------------------- | ----------------------- | ------ |
| 1  | Samuel Sánchez         | Euskaltel-Euskadi       | 120    |
| 2  | Joaquim Rodríguez      | Katusha                 | 96     |
| 3  | Bauke Mollema          | Rabobank                | 75     |
| 4  | Damiano Cunego         | Lampre-ISD              | 62     |
| 5  | Tony Martin            | Omega Pharma-Quick Step | 52     |
| 6  | Lars Petter Nordhaug   | Sky                     | 42     |
| 7  | Jean-Christophe Péraud | AG2R La Mondiale        | 30     |
| 8  | Michele Scarponi       | Lampre-ISD              | 20     |
| 9  | Christopher Horner     | RadioShack-Nissan       | 12     |
| 10 | José Joaquín Rojas     | Movistar                | 7      |

| Suite du classement (11-23) | Suite du classement (11-23) | Suite du classement (11-23) | Suite du classement (11-23) |
| --------------------------- | --------------------------- | --------------------------- | --------------------------- |
| 11                          | Daryl Impey                 | GreenEDGE                   | 6                           |
| 12                          | Allan Davis                 | GreenEDGE                   | 4                           |
| 12                          | Wout Poels                  | Vacansoleil-DCM             | 4                           |
| 12                          | Simon Špilak                | Katusha                     | 4                           |
| 15                          | Robert Kišerlovski          | Astana                      | 3                           |
| 16                          | Davide Appollonio           | Sky                         | 2                           |
| 16                          | Sergio Henao                | Sky                         | 2                           |
| 16                          | Fabian Wegmann              | Garmin-Barracuda            | 2                           |
| 19                          | Vasil Kiryienka             | Movistar                    | 1                           |
| 19                          | Michael Matthews            | Rabobank                    | 1                           |
| 19                          | Marco Pinotti               | BMC Racing                  | 1                           |
| 19                          | Daniele Ratto               | Liquigas-Cannondale         | 1                           |
| 19                          | Arthur Vichot               | FDJ-BigMat                  | 1                           |

## Évolution des classements
| Étape              | Vainqueur          | Classement général | Classement par points | Classement de la montagne | Classement des Metas Volantes | Classement par équipes |
| ------------------ | ------------------ | ------------------ | --------------------- | ------------------------- | ----------------------------- | ---------------------- |
| 1                  | José Joaquín Rojas | José Joaquín Rojas | José Joaquín Rojas    | David de la Fuente        | Davide Mucelli                | Vacansoleil-DCM        |
| 2                  | Daryl Impey        | José Joaquín Rojas | José Joaquín Rojas    | David de la Fuente        | Julián Sánchez Pimienta       | GreenEDGE              |
| 3                  | Samuel Sánchez     | Samuel Sánchez     | José Joaquín Rojas    | Mads Christensen          | Mads Christensen              | Katusha                |
| 4                  | Joaquim Rodríguez  | Joaquim Rodríguez  | Samuel Sánchez        | Mads Christensen          | Mads Christensen              | Katusha                |
| 5                  | Joaquim Rodríguez  | Joaquim Rodríguez  | Joaquim Rodríguez     | Mads Christensen          | Marco Pinotti                 | Sky                    |
| 6                  | Samuel Sánchez     | Samuel Sánchez     | Samuel Sánchez        | Mads Christensen          | Marco Pinotti                 | Katusha                |
| Classements finals | Classements finals | Samuel Sánchez     | Samuel Sánchez        | Mads Christensen          | Marco Pinotti                 | Katusha                |

## Liste des participants
- Liste de départ complète

| Légende | Légende                                                                                         | Légende | Légende                                                                                                  |
| ------- | ----------------------------------------------------------------------------------------------- | ------- | --- |
| Num     | Dossard de départ porté par le coureur sur ce Tour du Pays basque                               | Pos     | Position finale au classement général                                                                    |
|         | Indique le vainqueur du classement général                                                      |         | Indique le vainqueur du classement de la montagne                                                        |
|         | Indique le vainqueur du classement par points                                                   |         | Indique le vainqueur du classement des Metas Volantes                                                    |
| #       | Indique la meilleure équipe                                                                     | NP      | Indique un coureur qui n'a pas pris le départ d'une étape, suivi du numéro de l'étape où il s'est retiré |
| AB      | Indique un coureur qui n'a pas terminé une étape, suivi du numéro de l'étape où il s'est retiré | HD      | Indique un coureur qui a terminé une étape hors des délais, suivi du numéro de l'étape                   |

| RadioShack-Nissan RNT | RadioShack-Nissan RNT                          | RadioShack-Nissan RNT |
| --------------------- | ---------------------------------------------- | --------------------- |
| Num                   | Coureur                                        | Pos                   |
| 1                     | Andreas Klöden (GER)                           | NP-6                  |
| 2                     | Fränk Schleck (LUX) → Champion du Luxembourg   | 24e                   |
| 3                     | Christopher Horner (USA)                       | 9e                    |
| 4                     | Oliver Zaugg (SUI)                             | 31e                   |
| 5                     | Jens Voigt (GER)                               | 99e                   |
| 6                     | Maxime Monfort (BEL)                           | 28e                   |
| 7                     | Matthew Busche (USA) → Champion des États-Unis | 48e                   |
| 8                     | Benjamin King (USA)                            | 111e                  |

| Sky SKY | Sky SKY                    | Sky SKY |
| ------- | -------------------------- | ------- |
| Num     | Coureur                    | Pos     |
| 11      | Michael Rogers (AUS)       | 21e     |
| 12      | Davide Appollonio (ITA)    | 85e     |
| 13      | Sergio Henao (COL)         | 13e     |
| 14      | Thomas Lövkvist (SWE)      | 46e     |
| 15      | Lars Petter Nordhaug (NOR) | 6e      |
| 16      | Salvatore Puccio (ITA)     | 55e     |
| 17      | Luke Rowe (GBR)            | NP-6    |
| 18      | Xabier Zandio (ESP)        | 50e     |

| Movistar MOV | Movistar MOV                                  | Movistar MOV |
| ------------ | --------------------------------------------- | ------------ |
| Num          | Coureur                                       | Pos          |
| 21           | David Arroyo (ESP)                            | 29e          |
| 22           | Marzio Bruseghin (ITA)                        | 105e         |
| 23           | Rui Costa (POR)                               | 15e          |
| 24           | José Joaquín Rojas (ESP) → Champion d'Espagne | 67e          |
| 25           | David López García (ESP)                      | 35e          |
| 26           | Vasil Kiryienka (BLR)                         | 14e          |
| 27           | José Herrada (ESP)                            | 72e          |
| 28           | Ángel Madrazo (ESP)                           | AB-5         |

| Vacansoleil-DCM VCD | Vacansoleil-DCM VCD                                                                     | Vacansoleil-DCM VCD |
| ------------------- | --------------------------------------------------------------------------------------- | ------------------- |
| Num                 | Coureur                                                                                 | Pos                 |
| 31                  | Johnny Hoogerland (NED)                                                                 | 43e                 |
| 32                  | Wout Poels (NED)                                                                        | 17e                 |
| 33                  | Matteo Carrara (ITA)                                                                    | 36e                 |
| 34                  | Thomas De Gendt (BEL)                                                                   | AB-5                |
| 35                  | Sergueï Lagoutine (UZB) → Champion d'Ouzbékistan                                        | 98e                 |
| 36                  | Tomasz Marczyński (POL) → Champion de Pologne du contre-la-montre → Champion de Pologne | AB-5                |
| 37                  | Nikita Novikov (RUS)                                                                    | AB-2                |
| 38                  | Pim Ligthart (NED) → Champion des Pays-Bas                                              | NP-6                |

| Katusha # KAT | Katusha # KAT           | Katusha # KAT |
| ------------- | ----------------------- | ------------- |
| Num           | Coureur                 | Pos           |
| 41            | Joaquim Rodríguez (ESP) | 2e            |
| 42            | Daniel Moreno (ESP)     | 23e           |
| 43            | Simon Špilak (SLO)      | 10e           |
| 44            | Giampaolo Caruso (ITA)  | 70e           |
| 45            | Eduard Vorganov (RUS)   | 33e           |
| 46            | Yury Trofimov (RUS)     | 60e           |
| 47            | Ángel Vicioso (ESP)     | 62e           |
| 48            | Alberto Losada (ESP)    | NP-5          |

| Liquigas-Cannondale LIQ | Liquigas-Cannondale LIQ  | Liquigas-Cannondale LIQ |
| ----------------------- | ------------------------ | ----------------------- |
| Num                     | Coureur                  | Pos                     |
| 51                      | Cayetano Sarmiento (COL) | 41e                     |
| 52                      | Daniele Ratto (ITA)      | 71e                     |
| 53                      | Damiano Caruso (ITA)     | 56e                     |
| 54                      | Moreno Moser (ITA)       | 32e                     |
| 55                      | Stefano Agostini (ITA)   | 79e                     |
| 56                      | Timothy Duggan (USA)     | 94e                     |
| 57                      | Dominik Nerz (GER)       | 34e                     |
| 58                      | Maciej Paterski (POL)    | 52e                     |

| GreenEDGE GEC | GreenEDGE GEC                              | GreenEDGE GEC |
| ------------- | ------------------------------------------ | ------------- |
| Num           | Coureur                                    | Pos           |
| 61            | Simon Gerrans (AUS) → Champion d'Australie | NP-6          |
| 62            | Allan Davis (AUS)                          | 108e          |
| 63            | Michael Albasini (SUI)                     | 87e           |
| 64            | Simon Clarke (AUS)                         | 77e           |
| 65            | Daryl Impey (RSA)                          | 63e           |
| 66            | Christian Meier (CAN)                      | 102e          |
| 67            | Wesley Sulzberger (AUS)                    | 95e           |
| 68            | Travis Meyer (AUS)                         | 113e          |

| Astana AST | Astana AST                                                       | Astana AST |
| ---------- | ---------------------------------------------------------------- | ---------- |
| Num        | Coureur                                                          | Pos        |
| 71         | Janez Brajkovič (SLO) → Champion de Slovénie du contre-la-montre | NP-4       |
| 72         | Robert Kišerlovski (CRO)                                         | 11e        |
| 73         | Evgueni Petrov (RUS)                                             | 39e        |
| 74         | Enrico Gasparotto (ITA)                                          | 64e        |
| 75         | Tanel Kangert (EST)                                              | 44e        |
| 76         | Francesco Gavazzi (ITA)                                          | AB-5       |
| 77         | Egor Silin (RUS)                                                 | NP-4       |
| 78         | Aleksandr Dyachenko (KAZ)                                        | 78e        |

| AG2R La Mondiale ALM | AG2R La Mondiale ALM         | AG2R La Mondiale ALM |
| -------------------- | ---------------------------- | -------------------- |
| Num                  | Coureur                      | Pos                  |
| 81                   | Rinaldo Nocentini (ITA)      | AB-4                 |
| 82                   | Jean-Christophe Péraud (FRA) | 7e                   |
| 83                   | Maxime Bouet (FRA)           | 93e                  |
| 84                   | Guillaume Bonnafond (FRA)    | AB-4                 |
| 85                   | Hubert Dupont (FRA)          | 26e                  |
| 86                   | John Gadret (FRA)            | 92e                  |
| 87                   | Ben Gastauer (LUX)           | 76e                  |
| 88                   | Christophe Riblon (FRA)      | 18e                  |

| BMC Racing BMC | BMC Racing BMC                                               | BMC Racing BMC |
| -------------- | ------------------------------------------------------------ | -------------- |
| Num            | Coureur                                                      | Pos            |
| 91             | Martin Kohler (SUI) → Champion de Suisse du contre-la-montre | AB-5           |
| 92             | Marco Pinotti (ITA)                                          | 22e            |
| 93             | Timothy Roe (AUS)                                            | AB-4           |
| 94             | Ivan Santaromita (ITA)                                       | 38e            |
| 95             | Mauro Santambrogio (ITA)                                     | 83e            |
| 96             | Steve Cummings (GBR)                                         | AB-5           |
| 97             | Yannick Eijssen (BEL)                                        | 114e           |
| 98             | Amaël Moinard (FRA)                                          | AB-5           |

| FDJ-BigMat FDJ | FDJ-BigMat FDJ          | FDJ-BigMat FDJ |
| -------------- | ----------------------- | -------------- |
| Num            | Coureur                 | Pos            |
| 101            | Sandy Casar (FRA)       | AB-3           |
| 102            | Arnold Jeannesson (FRA) | NP-6           |
| 103            | Cédric Pineau (FRA)     | 97e            |
| 104            | Thibaut Pinot (FRA)     | AB-5           |
| 105            | Anthony Roux (FRA)      | AB-4           |
| 106            | Jussi Veikkanen (FIN)   | 88e            |
| 107            | Arthur Vichot (FRA)     | 25e            |
| 108            | Benoît Vaugrenard (FRA) | 75e            |

| Lampre-ISD LAM | Lampre-ISD LAM                                               | Lampre-ISD LAM |
| -------------- | ------------------------------------------------------------ | -------------- |
| Num            | Coureur                                                      | Pos            |
| 111            | Damiano Cunego (ITA)                                         | 4e             |
| 112            | Michele Scarponi (ITA)                                       | 8e             |
| 113            | Morris Possoni (ITA)                                         | 100e           |
| 114            | Daniele Pietropolli (ITA)                                    | 61e            |
| 115            | Adriano Malori (ITA) → Champion d'Italie du contre-la-montre | 58e            |
| 116            | Przemysław Niemiec (POL)                                     | 74e            |
| 117            | Simone Stortoni (ITA)                                        | AB-3           |
| 118            | Diego Ulissi (ITA)                                           | 40e            |

| Omega Pharma-Quick Step OPQ | Omega Pharma-Quick Step OPQ                               | Omega Pharma-Quick Step OPQ |
| --------------------------- | --------------------------------------------------------- | --------------------------- |
| Num                         | Coureur                                                   | Pos                         |
| 121                         | Tony Martin (GER) → Champion du monde du contre-la-montre | 5e                          |
| 122                         | Martin Velits (SVK)                                       | 103e                        |
| 123                         | Jérôme Pineau (FRA)                                       | AB-5                        |
| 124                         | Kristof Vandewalle (BEL)                                  | AB-5                        |
| 125                         | Peter Velits (SVK)                                        | 51e                         |
| 126                         | Julien Vermote (BEL)                                      | 86e                         |
| 127                         | Kevin De Weert (BEL)                                      | 69e                         |
| 128                         | Michał Gołaś (POL)                                        | 81e                         |

| Lotto-Belisol LTB | Lotto-Belisol LTB           | Lotto-Belisol LTB |
| ----------------- | --------------------------- | ----------------- |
| Num               | Coureur                     | Pos               |
| 131               | Jurgen Van den Broeck (BEL) | 12e               |
| 132               | Olivier Kaisen (BEL)        | AB-4              |
| 133               | Jurgen Van de Walle (BEL)   | 91e               |
| 134               | Francis De Greef (BEL)      | 42e               |
| 135               | Jelle Vanendert (BEL)       | AB-5              |
| 136               | Bart De Clercq (BEL)        | 65e               |
| 137               | Brian Bulgaç (NED)          | 80e               |
| 138               | Gianni Meersman (BEL)       | NP-6              |

| Rabobank RAB | Rabobank RAB                                                   | Rabobank RAB |
| ------------ | -------------------------------------------------------------- | ------------ |
| Num          | Coureur                                                        | Pos          |
| 141          | Robert Gesink (NED)                                            | AB-3         |
| 142          | Juan Manuel Gárate (ESP)                                       | 82e          |
| 143          | Bauke Mollema (NED)                                            | 3e           |
| 144          | Steven Kruijswijk (NED)                                        | NP-4         |
| 145          | Paul Martens (GER)                                             | 90e          |
| 146          | Stef Clement (NED) → Champion des Pays-Bas du contre-la-montre | 96e          |
| 147          | Michael Matthews (AUS)                                         | AB-5         |
| 148          | Grischa Niermann (GER)                                         | 107e         |

| Garmin-Barracuda GRM | Garmin-Barracuda GRM   | Garmin-Barracuda GRM |
| -------------------- | ---------------------- | -------------------- |
| Num                  | Coureur                | Pos                  |
| 152                  | Daniel Martin (IRL)    | AB-4                 |
| 153                  | Thomas Danielson (USA) | 20e                  |
| 154                  | Ryder Hesjedal (CAN)   | 19e                  |
| 155                  | Nathan Haas (AUS)      | AB-4                 |
| 156                  | Thomas Peterson (USA)  | AB-5                 |
| 157                  | Peter Stetina (USA)    | 49e                  |
| 158                  | Fabian Wegmann (GER)   | 106e                 |

| Saxo Bank SAX | Saxo Bank SAX                               | Saxo Bank SAX |
| ------------- | ------------------------------------------- | ------------- |
| Num           | Coureur                                     | Pos           |
| 161           | Sérgio Paulinho (POR)                       | AB-5          |
| 162           | Daniel Navarro (ESP)                        | 16e           |
| 163           | Nicki Sørensen (DEN) → Champion du Danemark | 30e           |
| 164           | Chris Anker Sørensen (DEN)                  | 73e           |
| 165           | Troels Vinther (DEN)                        | 110e          |
| 166           | Jesús Hernández Blázquez (ESP)              | 27e           |
| 167           | Mads Christensen (DEN)                      | 104e          |
| 168           | Bruno Pires (POR)                           | 66e           |

| Euskaltel-Euskadi EUS | Euskaltel-Euskadi EUS | Euskaltel-Euskadi EUS |
| --------------------- | --------------------- | --------------------- |
| Num                   | Coureur               | Pos                   |
| 171                   | Samuel Sánchez (ESP)  | 1er                   |
| 172                   | Igor Antón (ESP)      | NP-6                  |
| 173                   | Gorka Izagirre (ESP)  | NP-6                  |
| 174                   | Mikel Astarloza (ESP) | 57e                   |
| 175                   | Egoi Martínez (ESP)   | 47e                   |
| 176                   | Gorka Verdugo (ESP)   | 59e                   |
| 177                   | Jorge Azanza (ESP)    | 84e                   |
| 178                   | Juan José Oroz (ESP)  | 101e                  |

| Caja Rural CJR | Caja Rural CJR                | Caja Rural CJR |
| -------------- | ----------------------------- | -------------- |
| Num            | Coureur                       | Pos            |
| 181            | Garikoitz Bravo (ESP)         | 68e            |
| 182            | Hernâni Brôco (POR)           | 37e            |
| 183            | Marcos García (ESP)           | 53e            |
| 184            | André Cardoso (POR)           | 45e            |
| 185            | Julián Sánchez Pimienta (ESP) | AB-5           |
| 186            | Aitor Galdós (ESP)            | NP-5           |
| 187            | Antonio Piedra (ESP)          | 89e            |
| 188            | David de la Fuente (ESP)      | 112e           |

| Utensilnord Named UNA | Utensilnord Named UNA    | Utensilnord Named UNA |
| --------------------- | ------------------------ | --------------------- |
| Num                   | Coureur                  | Pos                   |
| 191                   | Patxi Vila (ESP)         | 54e                   |
| 192                   | Filippo Baggio (ITA)     | AB-5                  |
| 193                   | Paolo Bailetti (ITA)     | AB-5                  |
| 194                   | Gabriele Bosisio (ITA)   | AB-5                  |
| 195                   | Oleg Berdos (MDA)        | 109e                  |
| 196                   | Federico Rocchetti (ITA) | AB-5                  |
| 197                   | Davide Mucelli (ITA)     | AB-5                  |
| 198                   | Edoardo Girardi (ITA)    | AB-4                  |